# Hammerbach (Ybbs)
Der Hammerbach (früher auch: Stahlgraben) ist ein linker Nebenfluss der Ybbs.
Er entspringt nahe der Kammlinie des Gamssteins nordöstlich des höchsten Gipfels Hochkogel am Niederscheibenberg und fließt zunächst nordwestlich zu Tal. Am Forsthaus Sandgraben knickt er auf dem nun Sandgraben genannten Talgrund nach Westen. Nach Aufnahme des linken Seeaubachs (⊙) wird er Hammerbach genannt und zieht von da an bis zuletzt etwa nordwärts. In Dornleiten wird er dabei wiederum von links vom Klausbach(⊙) verstärkt. Er mündet bei Hollenstein von links in die Ybbs.

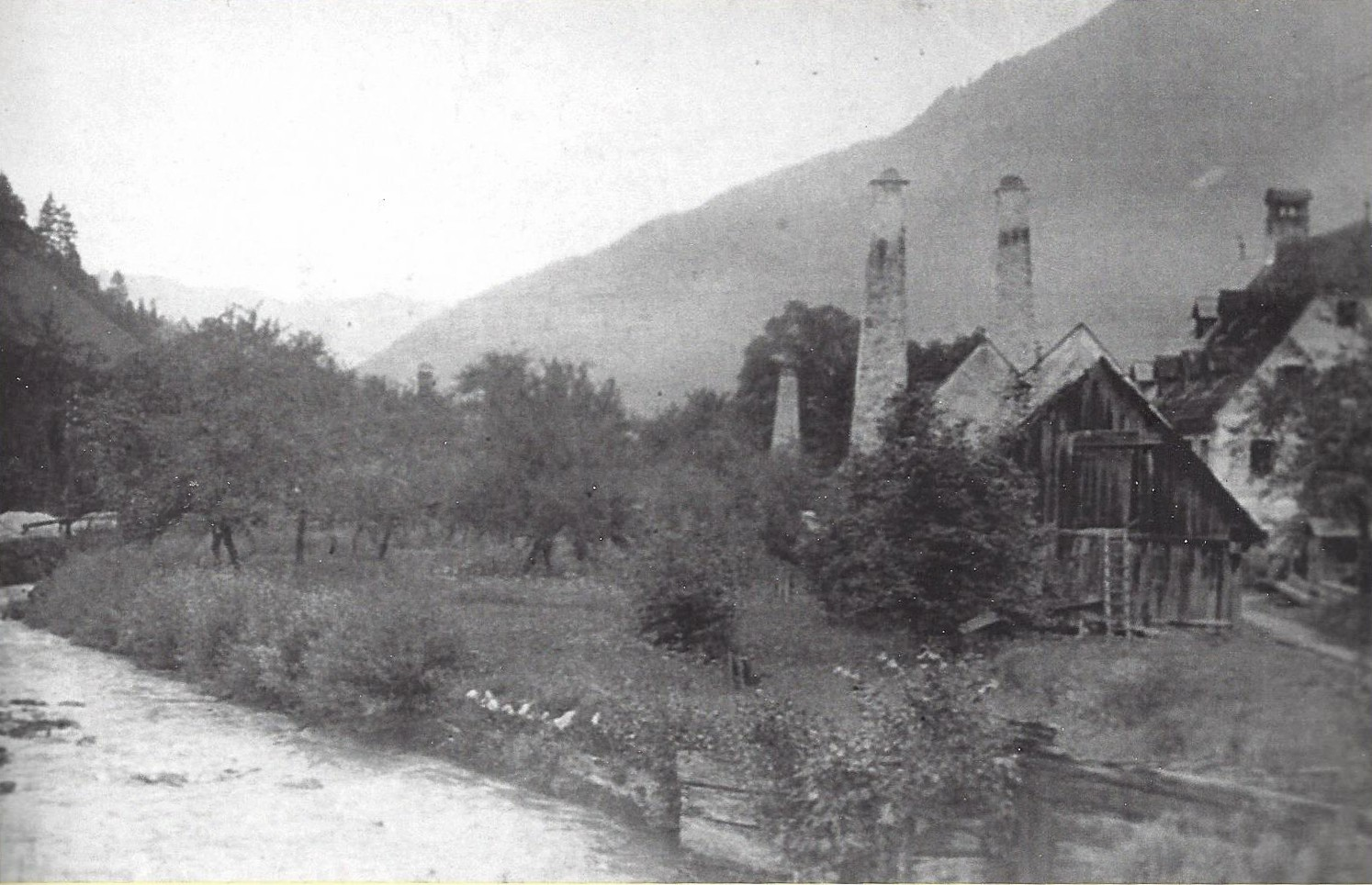
Hammerbach mit dem bis 1897 in Betrieb befindlichen Kalchauhammer

Der Hammerbach wurde früher auch als Stahlgraben bezeichnet, was wie der heutige Name auf die einstige wirtschaftliche Nutzung hinweist; Roheisen wurde über das Mendlingtal angeliefert, dessen oberer Teil sich etwa in der Tallinie des Sandgrabens im Osten ohne größere Höhendifferenz anschließt, und in den Hollensteiner Hammerwerken verarbeitet. 